# Reserva de caza de Sonsaz
La reserva de caza de Sonsaz es una reserva cinegética y faunística creada en 1973 en la  sierra de Ayllón y entre las provincias españolas de Guadalajara y Madrid. Tiene una extensión de 68.106 ha y sus límites se marcan al norte con la frontera de Guadalajara con la provincia de Segovia desde la peña Cebollera Vieja, por el pico del Lobo y el de la Buitrera, hasta el collado de Puerto Infantes; al este siguiendo los cursos del río Lillas y del río Sorbe hasta el azud Pozo de los Ramos; al sur desde aquel hasta el pantano del Vado y desde este hasta la presa del Atazar, y al oeste siguiendo el curso del río Riato hasta el alto del Porrejón y de este por el cordal de la Cebollera, siguiendo la divisoria de aguas entre el río Lozoya y el Jarama, hasta la peña Cebollera.
Predomina en la reserva la caza menor de la perdiz roja, conejos y liebres, y la caza mayor del jabalí  y, sobre todo, el corzo, el más abundante en todo Sonsaz y cuyo número de cabezas ha crecido exponencialmente desde la creación de la reserva, y para los cuales se organizan batidas controladas concedidas por concurso público.